# Аумада, Серхио
Се́рхио Аума́да Ба́чо (исп. Sergio Ahumada Bacho; 2 октября 1948, Ла-Серена) — чилийский футболист, нападающий. Участник чемпионата мира 1974 года, на котором стал автором единственного гола, забитого чилийской сборной.

## Карьера

### Клубная
Серхио Аумада начал свою карьеру в своём родном городе в составе «Депортес Ла-Серена» в 1968 году. Уже через 2 года Аумада перебрался в состав «Коло-Коло», его дебют за «индейцев» состоялся 12 апреля 1970 года в матче, который был проигран клубу «Универсидад Католика» со счётом 0:1. За 4 сезона в «Коло-Коло» Аумада сыграл в 128 официальных матчах, в которых забил 41 гол, стал 2-кратным чемпионом Чили, обладателем Кубка Чили, а также финалистом Кубка Либертадорес 1973 года. В 1975 году Аумада перебрался в «Унион Эспаньола», за 1 сезон в составе клуба Аумада вновь стал чемпионом Чили, и опять дошёл до финала Кубка Либертадорес 1975 года. В середине 1975 Аумада покинул «Унион Эспаньола» и уехал в Мексику, где стал выступать за «УАГ Текос», который только что вышел в Высший дивизион. Однако дела в Мексике у Аумады не заладились и за весь сезон он сыграл всего 13 матчей, ни разу не поразив ворота соперника. В середине 1976 года Аумада вернулся в Чили в клуб «Эвертон» из Винья-дель-Мар, в котором он ещё один раз стал чемпионом Чили.

### В сборной
В сборной Чили Аумада дебютировал 14 апреля 1973 года в товарищеском матче со сборной Гаити, завершившимся со счётом 1:1. В составе сборной Аумада принял участие в чемпионате мира 1974 года и Кубке Америки 1975 года. На чемпионате мира 1974 года Аумада стал автором единственного гола сборной Чили. Свой последний матч за сборную Аумада сыграл в отборочном турнире к чемпионату мира 1978 года против сборной Перу 26 марта 1977 года, тот матч чилийцы проиграли со счётом 0:2, из-за чего не смогли выйти в финальный турнир. Всего же за сборную Аумада сыграл 28 официальных матчей, в которых забил 6 голов.
| №  | Дата             | Соперник  | Счёт | Голы | Турнир                    |
| 1  | 14 апреля 1973   | Гаити     | 1:1  | -    | Товарищеский матч         |
| 2  | 24 апреля 1973   | Эквадор   | 1:1  | -    | Товарищеский матч         |
| 3  | 29 апреля 1973   | Перу      | 0:2  | -    | Отборочный матч к ЧМ 1974 |
| 4  | 13 мая 1973      | Перу      | 2:0  | 1    | Отборочный матч к ЧМ 1974 |
| 5  | 13 июля 1973     | Аргентина | 4:5  | 2    | Кубок Карлоса Диттборна   |
| 6  | 18 июля 1973     | Аргентина | 3:1  | -    | Кубок Карлоса Диттборна   |
| 7  | 5 августа 1973   | Перу      | 2:1  | -    | Отборочный матч к ЧМ 1974 |
| 8  | 20 сентября 1973 | Мексика   | 2:1  | -    | Товарищеский матч         |
| 9  | 26 сентября 1973 | СССР      | 0:0  | -    | Отборочный матч к ЧМ 1974 |
| 10 | 24 апреля 1974   | Гаити     | 1:0  | -    | Товарищеский матч         |
| 11 | 26 апреля 1974   | Гаити     | 0:0  | -    | Товарищеский матч         |
| 12 | 14 июня 1974     | ФРГ       | 0:1  | -    | Чемпионат мира 1974       |
| 13 | 18 июня 1974     | ГДР       | 1:1  | 1    | Чемпионат мира 1974       |
| 14 | 22 июня 1974     | Австралия | 0:0  | -    | Чемпионат мира 1974       |
| 15 | 6 ноября 1974    | Аргентина | 0:2  | -    | Кубок Карлоса Диттборна   |
| 16 | 20 ноября 1974   | Аргентина | 1:1  | -    | Кубок Карлоса Диттборна   |
| 17 | 22 декабря 1974  | Парагвай  | 0:1  | -    | Кубок Акоста-Нью          |
| 18 | 17 июля 1975     | Перу      | 1:1  | -    | Кубок Америки 1975        |
| 19 | 20 июля 1975     | Боливия   | 1:2  | -    | Кубок Америки 1975        |
| 20 | 13 августа 1975  | Боливия   | 4:0  | 1    | Кубок Америки 1975        |
| 21 | 20 августа 1975  | Перу      | 1:3  | -    | Кубок Америки 1975        |
| 22 | 26 января 1977   | Парагвай  | 4:0  | -    | Товарищеский матч         |
| 23 | 30 января 1977   | Уругвай   | 0:3  | -    | Кубок Хуана Пинто Дурана  |
| 24 | 2 февраля 1977   | Парагвай  | 0:2  | -    | Товарищеский матч         |
| 25 | 27 февраля 1977  | Эквадор   | 1:0  | -    | Отборочный матч к ЧМ 1978 |
| 26 | 6 марта 1977     | Перу      | 1:1  | 1    | Отборочный матч к ЧМ 1978 |
| 27 | 20 марта 1977    | Эквадор   | 3:0  | -    | Отборочный матч к ЧМ 1978 |
| 28 | 26 марта 1977    | Перу      | 0:2  | -    | Отборочный матч к ЧМ 1978 |

Итого: 28 матчей / 6 голов; 9 побед, 9 ничьих, 10 поражений.

## Достижения

### Командные
Сборная Чили
- Обладатель Кубка Карлоса Диттборна: 1973

 «Коло-Коло»
- Чемпион Чили (2): 1970, 1972
- Серебряный призёр чемпионата Чили: 1973
- Бронзовый призёр чемпионата Чили: 1974
- Обладатель Кубка Чили: 1974
- Финалист Кубка Либертадорес: 1973

 «Унион Эспаньола»
- Чемпион Чили: 1975
- Финалист Кубка Либертадорес: 1975

 «Эвертон»
- Чемпион Чили: 1976
- Серебряный призёр чемпионата Чили: 1977